# Malietoa Tanumafili II
Malietoa Tanumafili II (Samoa, 4 januari 1913 – Apia, 11 mei 2007) was van 1962 tot aan zijn dood O le Ao o le Malo (staatshoofd) van Samoa. Ten tijde van zijn overlijden in 2007 was hij het oudste staatshoofd in functie ter wereld.
Tanumafili II was in 1939 zijn vader opgevolgd als een van de opperhoofden (Malietoa) van Samoa. Na de onafhankelijkheid van Samoa in 1962 werd hij samen met Malietoa Tupua Tamasese staatshoofd. Toen Tupua Tamasese in 1963 stierf, werd Tanumafili II per 15 april de heerser in Samoa. Hij was aanhanger van het Bahá'í-geloof.
Malietoa Tanumafili II overleed op 94-jarige leeftijd in het Tupua Tamasese Meaole National Hospital, waar hij werd behandeld vanwege een longontsteking. De doodsoorzaak werd niet bekendgemaakt.